# Großer Preis von Frankreich 1957
Der Große Preis von Frankreich 1957 (offiziell XLIII Grand Prix de l’ACF) fand am 7. Juli auf dem Rouen-les-Essarts in Grand-Couronne statt und war das vierte Rennen der Automobil-Weltmeisterschaft 1957.

## Bericht

### Hintergrund

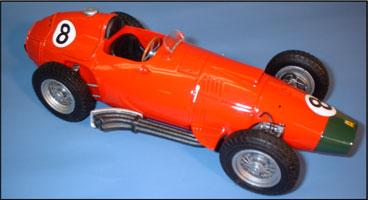
Modell des Ferrari 801

Der Große Preis von Frankreich fand in den vorherigen Jahren in Reims statt, wurde 1957 jedoch zum zweiten Mal nach 1952 in Rouen-les-Essarts ausgetragen. Reims hingegen wurde Austragungsort eines nicht zur Weltmeisterschaft zählenden Rennens. Zwei Weltmeisterschaftsläufe, die in den Wochen vor dem Rennen geplant waren, der Große Preis von Belgien 1957 und der Große Preis der Niederlande 1957, wurden wegen finanzieller Streitigkeiten abgesagt.
In der Fahrerwertung führte Juan Manuel Fangio deutlich vor der Konkurrenz, der zweitplatzierte Sam Hanks und der drittplatzierte Jim Rathmann waren Indianapolis-500-Fahrer, die an keinem weiteren Grand Prix der Formel-1-Saison 1957 teilnahmen.
Maserati bestritt das Rennen lediglich mit vier Werks-Wagen, in den Rennen zuvor brachte man oft mehr Wagen zum Einsatz. Für das italienische Team gingen der amtierende Weltmeister Fangio, sowie Jean Behra, Harry Schell und Carlos Menditéguy an den Start. Auch Maseratis größter Konkurrent, Ferrari setzte nur vier Wagen ein. Die Stammfahrer Luigi Musso, Peter Collins, Mike Hawthorn und Maurice Trintignant erhielten ein Cockpit, Wolfgang Graf Berghe von Trips war gezwungen, dieses Rennen zu pausieren. Erstmals benutzte Ferrari für alle seine Fahrer ausschließlich den neuen Ferrari 801, der Vorjahreswagen Ferrari D50 kam nicht mehr zum Einsatz.
Alle drei britischen Teams waren ebenfalls für den Großen Preis von Frankreich 1957 gemeldet, änderten jedoch ihre jeweiligen Fahrerbesetzungen. Bei Vanwall waren die beiden Stammfahrer Stirling Moss und Tony Brooks nicht anwesend, sodass Stuart Lewis-Evans und Roy Salvadori an den Start gingen. Moss fehlte aufgrund von Krankheit, Brooks wegen einer Verletzung, die er sich bei einem Unfall beim 24-Stunden-Rennen von Le Mans zugezogen hatte. Salvadori wechselte von B.R.M. zu Vanwall, die somit ein Cockpit frei hatten. Neuer Teamkollegen von Ron Flockhart wurde Herbert MacKay-Fraser, der von Colin Chapman empfohlen wurde und sein erstes und einziges Formel-1-Rennen bestritt. Wenige Tage später verunglückte er in einem Formel-2-Lotus tödlich. MacKay-Fraser war damit nach Eugenio Castellotti, Alfonso de Portago und Keith Andrews bereits der vierte Formel-1-Fahrer, der 1957 tödlich verunglückte.
Bei Cooper setzte man erneut auf den revolutionären Cooper T43, den einzigen Wagen mit Mittelmotor im Feld. Les Leston, der beim Großen Preis von Monaco die Qualifikation verpasste, wurde durch Mike MacDowel ersetzt. MacDowel erhielt jedoch einen schwächeren Motor als sein Teamkollege Brabham, auch für ihn war es der einzige Formel-1-Grand-Prix seiner Karriere.
Mit Horace Gould nahm ein Fahrer mit einem privaten Maserati 250F am Rennen teil. Das Fahrerfeld schrumpfte somit auf 15 Wagen, alle Fahrer qualifizierten sich für das Rennen.
Beim Großen Preis von Frankreich 1957 nahm kein ehemaliger Sieger in Rouen-les-Essarts teil, Ferrari gewann auf dieser Strecke bereits einmal.

### Training
Das Training wurde erneut von Maserati dominiert, mehr als eine Sekunde waren die Maserati-Fahrer schneller als die Konkurrenz von Ferrari. Fangio und Behra kämpften um die Pole-Position, die Fangio zum zweiten Mal in der Saison mit einer Zeit 2:21,5 Minuten erreichte. Für Maserati war es die dritte Pole-Position im dritten Rennen der Saison, an denen sie teilnahmen. Neben den beiden Maserati-Fahrern qualifizierte sich Musso im Ferrari für die erste Startreihe. In der zweiten Startreihe fuhr Schell im dritten Maserati auf Platz vier vor Collins im zweiten Ferrari auf Position fünf.
Startreihe drei beinhaltete zwei weitere Ferrari-Fahrer, Hawthorn und Trintignant, Salvadori erreichte in seinem Debütrennen für Vanwall Startplatz sechs und war damit der schnellste Fahrer eines britischen Team. Allerdings fehlten ihm mehr als drei Sekunden auf die Zeit von Fangio, wodurch Vanwall in diesem Rennen lediglich ein Mittelfeldteam war. Menditéguy im vierten Maserati und Lewis-Evans im zweiten Vanwall komplettierten die Top 10.
B.R.M erzielte die Positionen elf und zwölf, dahinter die beiden Mittelmotorwagen von Cooper auf Platz 13 und 15. Gould, der einzige Fahrer mit privaten Wagen im Feld qualifizierte sich auf Startplatz 14, dem vorletzten Platz.

### Rennen
Beim Start gelang es Behra, Fangio zu überholen, der wiederum auch hinter Musso zurückfiel. Bereits in der ersten Rennrunde überholte Musso auch Behra und brachte somit den Ferrari vor zwei Maseratis in Führung. Mit Collins und Schell folgten zwei weitere Wagen der italienischen Top-Teams Ferrari und Maserati. Auf Platz sechs arbeitete sich MacKay-Fraser im B.R.M. nach vorne, der von Platz zwölf gestartet war, mehrere Wagen überholte und nach einer Rennrunde der bestplatzierte Fahrer eines britischen Wagens war.
Fangio war in den Rennen zuvor auch immer verhältnismäßig schlecht gestartet, kämpfte sich jedoch oft wieder zurück an die Spitze des Feldes. So auch in diesem Rennen, in der zweiten Rennrunde überholte er Behra, schloss anschließend auf Musso auf und übernahm in Runde vier die Führung, die er bis zum Rennende nicht mehr abgab. In Runde zwei hatte Flockhart im B.R.M. einen schweren Hochgeschwindigkeitsunfall, den er jedoch unbeschadet überstand, der Wagen wurde dabei stark beschädigt. Flockhart nahm als Reaktion auf den Unfall an keinen weiteren Rennen der Formel-1-Saison 1957 mehr teil und kehrte erst 1959 wieder zum B.R.M.-Werksteam zurück.
Im weiteren Rennverlauf überholte Collins Behra. Somit führte Fangio im Maserati vor den drei Ferraris von Musso, Collins und Hawthorn, der ebenfalls an Behra vorbeiging. Diese Reihenfolge änderte sich für einen Großteil des Rennens nicht und blieb bis zur Zieleinfahrt erhalten.
Jack Brabham schied in Runde vier durch einen Unfall aus, übernahm nach der Hälfte des Rennens den Wagen seines Teamkollegen und erreichte Platz sieben. Trintignant schied in Runde 23 mit einem Elektrikdefekt aus, MacKay-Fraser gab das Rennen wegen fehlender Kraftübertragung an seinem Wagen auf. Somit erreichte keiner der B.R.M.-Wagen das Ziel. Auch die beiden Vanwall-Fahrer sahen die Zielflagge nicht durch einen Motorschaden bei Salvadori und defekter Lenkung bei Stewart-Evans. Auch Menditéguy schied aufgrund eines Motorschadens in Runde 30 aus.
Von den sieben Wagen, die das Ziel erreichten, hätte Behra Position fünf erreicht. Da er jedoch in der letzten Runde einen Motorschaden erlitt, mehr als sieben Minuten für diese Runde benötigte, viel Öl auf der Fahrbahn verteilte und den Wagen schließlich über die Ziellinie schob, wurde er mit einer Strafrunde bestraft und fiel somit auf Position sechs, außerhalb der Punkteränge zurück. Dieses ungewöhnliche Strafmaß wurde von den lokalen Rennstewarts entschieden und war sowohl als Regel, als auch als zugehörige Bestrafung nicht im offiziellen Formel-1-Reglement festgelegt.
Fangio und Maserati gewannen ihr jeweils einziges Rennen in Rouen-les-Essarts und Fangio baute die Führung in der Fahrerwertung auf 17 Punkte vor dem Zweitplatzierten aus. Musso erzielte die erste Punkte der Saison und verbesserte sich auf Platz vier, Behra fiel sich um eine Position auf Platz fünf zurück. Die schnellste Rennrunde des Rennens, die mit einem zusätzlichen Punkt belohnt wurde, erzielte Musso im Ferrari. Es war die einzige schnellste Rennrunde seiner Karriere und die einzige für Ferrari in der Formel-1-Saison 1957.

## Meldeliste
| Team                      | Nr. | Fahrer                | Chassis       | Motor           | Reifen |
| ------------------------- | --- | --------------------- | ------------- | --------------- | ------ |
| Officine Alfieri Maserati | 02  | Juan Manuel Fangio    | Maserati 250F | Maserati 2.5 L6 | P      |
| Officine Alfieri Maserati | 04  | Jean Behra            | Maserati 250F | Maserati 2.5 L6 | P      |
| Officine Alfieri Maserati | 06  | Harry Schell          | Maserati 250F | Maserati 2.5 L6 | P      |
| Officine Alfieri Maserati | 08  | Carlos Menditéguy     | Maserati 250F | Maserati 2.5 L6 | P      |
| Scuderia Ferrari          | 10  | Luigi Musso           | Ferrari 801   | Ferrari 2.5 V8  | E      |
| Scuderia Ferrari          | 12  | Peter Collins         | Ferrari 801   | Ferrari 2.5 V8  | E      |
| Scuderia Ferrari          | 14  | Mike Hawthorn         | Ferrari 801   | Ferrari 2.5 V8  | E      |
| Scuderia Ferrari          | 16  | Maurice Trintignant   | Ferrari 801   | Ferrari 2.5 V8  | E      |
| Vandervell Products Ltd   | 18  | Stuart Lewis-Evans    | Vanwall VW57  | Vanwall 2.5 L4  | P      |
| Vandervell Products Ltd   | 20  | Roy Salvadori         | Vanwall VW57  | Vanwall 2.5 L4  | P      |
| Cooper Car Cooperation    | 22  | Jack Brabham          | Cooper T43    | Climax 2.0 L4   | D      |
| Cooper Car Cooperation    | 24  | Mike MacDowel         | Cooper T43    | Climax 1.5 L4   | D      |
| Cooper Car Cooperation    | 24  | Jack Brabham          | Cooper T43    | Climax 1.5 L4   | D      |
| Owen Racing Organisation  | 26  | Ron Flockhart         | BRM P25       | BRM 2.5 L4      | D      |
| Owen Racing Organisation  | 28  | Herbert MacKay-Fraser | BRM P25       | BRM 2.5 L4      | D      |
| HH Gould                  | 30  | Horace Gould          | Maserati 250F | Maserati 2.5 L6 | D      |

Anmerkungen
1. 1 2  MacDowel fuhr den Wagen 30 Runden, Brabham 38 Runden.

## Klassifikationen

### Qualifying
| Pos. | Fahrer                | Konstrukteur  | Zeit   | Start |
| ---- | --------------------- | ------------- | ------ | ----- |
| 01   | Juan Manuel Fangio    | Maserati      | 2:21,5 | 01    |
| 02   | Jean Behra            | Maserati      | 2:22,6 | 02    |
| 03   | Luigi Musso           | Ferrari       | 2:22,7 | 03    |
| 04   | Harry Schell          | Maserati      | 2:23,2 | 04    |
| 05   | Peter Collins         | Ferrari       | 2:23,3 | 05    |
| 06   | Roy Salvadori         | Vanwall       | 2:25,1 | 06    |
| 07   | Mike Hawthorn         | Ferrari       | 2:25,6 | 07    |
| 08   | Maurice Trintignant   | Maserati      | 2:25,9 | 08    |
| 09   | Carlos Menditéguy     | Maserati      | 2:26,1 | 09    |
| 10   | Stuart Lewis-Evans    | Vanwall       | 2:27,6 | 10    |
| 11   | Ron Flockhart         | B.R.M.        | 2:27,8 | 11    |
| 12   | Herbert MacKay-Fraser | B.R.M.        | 2:29,9 | 12    |
| 13   | Jack Brabham          | Cooper-Climax | 2:30,9 | 13    |
| 14   | Horace Gould          | Maserati      | 2:35,0 | 14    |
| 15   | Mike MacDowel         | Cooper-Climax | 2:38,6 | 15    |

### Rennen
| Pos. | Fahrer                     | Konstrukteur  | Runden | Stopps | Zeit       | Start | Schnellste Runde |
| ---- | -------------------------- | ------------- | ------ | ------ | ---------- | ----- | ---------------- |
| 01   | Juan Manuel Fangio         | Maserati      | 77     |        | 3:07:46,4  | 01    |                  |
| 02   | Luigi Musso                | Ferrari       | 77     |        | + 50,8     | 03    | 2:22,4           |
| 03   | Peter Collins              | Ferrari       | 77     |        | + 2:06,0   | 05    |                  |
| 04   | Mike Hawthorn              | Ferrari       | 76     |        | + 1 Runde  | 07    |                  |
| 05   | Harry Schell               | Maserati      | 70     |        | + 7 Runden | 04    |                  |
| 06   | Jean Behra                 | Maserati      | 69     |        | + 8 Runden | 02    |                  |
| 07   | Mike MacDowel Jack Brabham | Cooper-Climax | 68     |        | + 9 Runden | 15    |                  |
| –    | Stuart Lewis-Evans         | Vanwall       | 30     |        | DNF        | 10    |                  |
| –    | Carlos Menditéguy          | Maserati      | 30     |        | DNF        | 09    |                  |
| –    | Roy Salvadori              | Vanwall       | 25     |        | DNF        | 06    |                  |
| –    | Herbert MacKay-Fraser      | B.R.M.        | 24     |        | DNF        | 12    |                  |
| –    | Maurice Trintignant        | Ferrari       | 23     |        | DNF        | 08    |                  |
| –    | Jack Brabham               | Cooper-Climax | 4      |        | DNF        | 13    |                  |
| –    | Horace Gould               | Maserati      | 4      |        | DNF        | 14    |                  |
| –    | Ron Flockhart              | B.R.M.        | 2      |        | DNF        | 11    |                  |

## WM-Stand nach dem Rennen
Die ersten fünf des Rennens bekamen 8, 6, 4, 3, 2 Punkte. Der Fahrer mit der schnellsten Rennrunde erhielt zusätzlich 1 Punkt. Es zählten nur die fünf besten Ergebnisse aus acht Rennen.

### Fahrerwertung
| Pos. | Fahrer                | Konstrukteur        | Punkte |
| ---- | --------------------- | ------------------- | ------ |
| 01   | Juan Manuel Fangio    | Maserati            | 25     |
| 02   | Sam Hanks             | Epperly-Offenhauser | 8      |
| 03   | Jim Rathmann          | Epperly-Offenhauser | 7      |
| 04   | Luigi Musso           | Ferrari             | 7      |
| 05   | Jean Behra            | Maserati            | 6      |
| 06   | Tony Brooks           | Vanwall             | 6      |
| 07   | Harry Schell          | Maserati            | 5      |
| 08   | Peter Collins         | Ferrari             | 4      |
| 09   | Jimmy Bryan           | Kuzma-Offenhauser   | 4      |
| 10   | Carlos Menditéguy     | Maserati            | 4      |
| 11   | Masten Gregory        | Maserati            | 4      |
| 12   | Paul Russo            | Kurtis Kraft        | 3      |
| 13   | Mike Hawthorn         | Ferrari             | 3      |
| 14   | Stuart Lewis-Evans    | Connaught / Vanwall | 3      |
| 15   | Maurice Trintignant   | Ferrari             | 2      |
| 16   | Andy Linden           | Kurtis Kraft        | 2      |
| 17   | José Froilán González | Ferrari             | 1      |

| Pos. | Fahrer                         | Konstrukteur | Punkte |
| ---- | ------------------------------ | ------------ | ------ |
| 18   | Stirling Moss                  | Maserati     | 1      |
| 19   | Alfonso de Portago             | Ferrari      | 1      |
| 20   | Jack Brabham                   | Cooper       | 0      |
| 21   | Mike MacDowel                  | Cooper       | 0      |
| 22   | Cesare Perdisa                 | Ferrari      | 0      |
| 23   | Wolfgang Graf Berghe von Trips | Ferrari      | 0      |
| 24   | Joakim Bonnier                 | Maserati     | 0      |
| 25   | Alejandro de Tomaso            | Ferrari      | 0      |
| 26   | Luigi Piotti                   | Maserati     | 0      |
| –    | Eugenio Castellotti            | Ferrari      | 0      |
| –    | Giorgio Scarlatti              | Maserati     | 0      |
| –    | Ron Flockhart                  | B.R.M.       | 0      |
| –    | Ivor Bueb                      | Connaught    | 0      |
| –    | Horace Gould                   | Maserati     | 0      |
| –    | Roy Salvadori                  | Vanwall      | 0      |
| –    | Herbert MacKay-Fraser          | B.R.M.       | 0      |